# Johann Adam Dossenberger
Johann Adam Dossenberger, auch Hans Adam Dossenberger, (* 25. Dezember 1716 in Wollishausen; † 5. April 1759 ebenda) war ein bayrisch-schwäbischer Baumeister.

## Leben und Bauten
Johann Adam Dossenberger war der Sohn des Maurermeisters und Müllers Joseph Dossenberger und ältere Bruder des Baumeisters Joseph Dossenberger (1721–1785). Er ging zunächst bei seinem Vater in die Lehre, danach wahrscheinlich bei Johann Baptist Zimmermann und Christian Wiedemann. Stark beeinflusst war er auch von Dominikus Zimmermann, vor allem von dessen Günzburger Frauenkirche. Er arbeitete zunächst mit seinem Vater und seinem Bruder zusammen und war mit diesen seit 1739 am Bau der Pfarrkirche St. Laurentius in Reinhartshausen, seit 1747 am Bau der Pfarrkirche St. Peter und Paul in Wollishausen tätig. Im Jahr 1751 ging er als Bau- und Maurermeister nach Augsburg. Sein erster eigenständiger Bau war 1754 die Pfarrkirche St. Clemens in Herbertshofen. 1756 bis 1758 errichtete er die Kirche St. Thekla auf dem Neuleblangberg bei Welden im Auftrag von Joseph Maria Fugger von Wellenburg.
Diskutiert wurde auch eine Urheberschaft an der Pfarrkirche Hl. Kreuz in Hochwang (1751), die jedoch überwiegend seinem Bruder Joseph zugeschrieben wird.
Nicht ausgeführt wurden Dossenbergers 1749 vorgelegte Pläne für den Turmoberbau in Agawang. Nicht erhalten ist der 1753 errichtete Pfarrstadel in Kutzenhausen.
Nach ihm ist die Dossenbergerstraße in Welden benannt.